# Лесковчић
Лесковчић (алб. Leshkoshiq) је насеље у општини Обилић, Косово и Метохија, Република Србија. Налази се на источној падини Чичавице.

## Историја
Када су мухаџири дошли из Топлице (1878), у селу је било више Срба, али су се раселили пошто су се мухаџири настанили у њему. Сви су у селу били чифчије, и Срби и Албанци мухаџири. Господар чифлика је последњих деценија турске владавине био Хаџи Имер-бег Газиоглу из Приштине.

## Порекло становништва по родовима
Подаци о пореклу становништва из 1934. године.
Српски родови
- Милосављевић (5 к., Св. Никола). Досељен из Покаштице (Лаб) око 1840.
- Столић (2 к., Св. Никола). И он досељен из Покаштице и у исто време као „одељак“ Милосављевића.
- Антић (2 к.). Колониста из Куршумлије, досељен 1929.
- Радосављевић (1 к.) колониста из Топлице, досељен 1931.

Мухаџири из топличких села
- Планалије (9 к.), од фиса Тсача, из В. Плане.
- Дединца (8 к.), од фиса Гаша, из Дединца.
- Куршумлија (2 к.), од фиса Гаша, из Куршумлије.
- Симница (3 к.), од фиса Шаље, из Сибнице.
- Трбуња (5 к.), од фиса Краснића, из Трбуње.

Мухаџири из Јабланице
- Дубова (4 к.), од фиса Краснића, из Дубова.

Роми
- Ајетовић (3 к.) и Салијовић (1 к.). Досељени из Доброшевца (Дреница), први око 1920. други 1930.
- Џемаиловићи (1 к.). Досељени 1931. из Коморана (Дреница).
- Љатифовић (1 к.). Пресељен из Приштине 1926.

## Демографија
| Година       | 1948 | 1953 | 1961 | 1971 | 1981 | 1991 |
| ------------ | ---- | ---- | ---- | ---- | ---- | ---- |
| Становништво | 446  | 542  | 632  | 744  | 930  | 1081 |

|  |